# カンザスシティ交響楽団
カンザスシティ交響楽団（カンザスシティこうきょうがくだん、英語: Kansas City Symphony、略称：KCS）は、アメリカ合衆国 ミズーリ州 カンザスシティを本拠地とするオーケストラ。

## 概要
1933年に常設楽団として誕生したカンザスシティ・フィルハーモニックが1982年に解散、同年新楽団としてカンザスシティ交響楽団が発足した。
カンザスシティ市民歌劇場総監督のラッセル・パターソンが1986年まで初代音楽監督を務め、2代目ウィリアム・マクグローリンと続き、楽団再建後アンサンブルが安定的に推移した。

2004年からマイケル・スターンが音楽監督に就任し、楽員補強によるアンサンブルづくりなど強力なリーダーシップのもと楽団は急成長を果たし、数多くの商業録音を残した。

2024年からはマティアス・ピンチャーが音楽監督を務める。
オーケストラ、室内楽の他、カンザスシティバレエ団とカンザスシティリリックオペラの両方のピットオーケストラとしても活動している。
2024年、楽団初のヨーロッパツアーを実施し、ベルリン音楽祭に出演した。

## 歴代音楽監督
- ラッセル・パターソン（1982年–1986年）
- ウィリアム・マクグローリン (1986年–1997年)
- アン・マンソン (1999年–2003年)
- マイケル・スターン（2004年–2024年）
- マティアス・ピンチャー（2024年～現在）